# Martti Marttelin
Martti Bertil « Maratolin » Marttelin (né le 18 juin 1897 à Nummi et décédé le 1er mars 1940 à Leningrad, ancienne Saint-Pétersbourg) est un athlète finlandais spécialiste du marathon. Affilié au Nummen Kipinä, il mesurait 1,76 m pour 66 kg.

## Biographie

### Palmarès
| Date | Compétition           | Lieu      | Résultat | Performance     |
| ---- | --------------------- | --------- | -------- | --------------- |
| 1928 | Jeux olympiques d'été | Amsterdam | 3e       | 2 h 35 min 02 s |

### Records
| Épreuve  | Performance     | Lieu      | Date |
| -------- | --------------- | --------- | ---- |
| Marathon | 2 h 35 min 02 s | Amsterdam | 1928 |